# Melpomené
Melpomene (latinsky Melpomene, řecky Μελπομένη) je v řecké mytologii dcerou nejvyššího boha Dia a bohyně paměti Mnémosyné. Je Múzou tragédie.
Jméno Melpomené doslova znamená „Zpívající“, protože je vedle tragédie také ochránkyní veškerého druhu zpěvu. Bývá zobrazována s tragickou škraboškou v levé ruce, s břečťanovou ozdobou ve vlasech a pravou rukou se opírá o tyč.

## Odraz v umění
- Jedna z nejlepších jejích soch, pravděpodobně římská kopie helenistického originálu ze 3. stol. př. n. l.) je v pařížském Louvru.